# Mariakapel (Wissengracht)

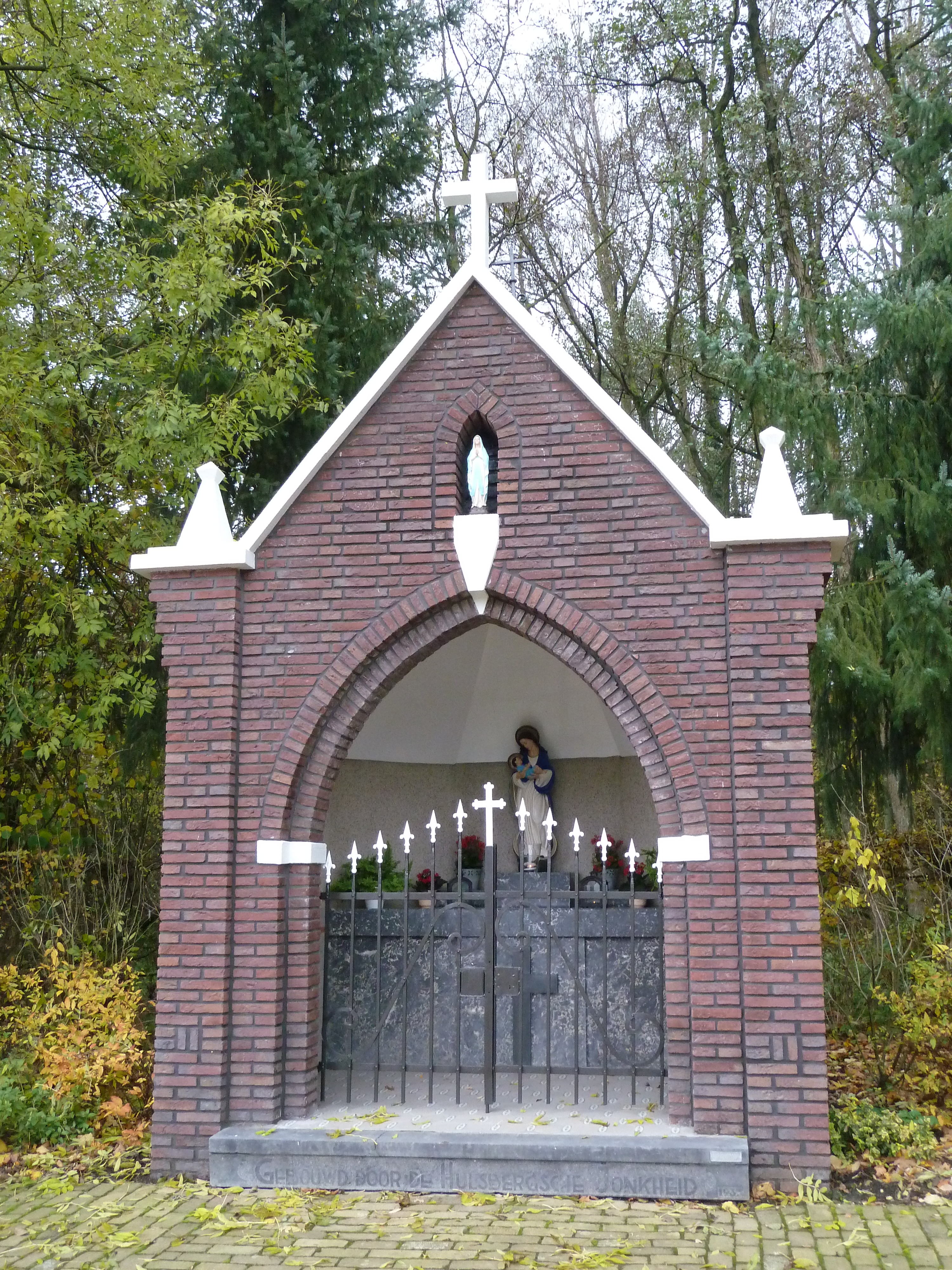
De Mariakapel

De Mariakapel is een kapel in Wissengracht bij Hulsberg in de Nederlands Zuid-Limburgse gemeente Beekdaelen. De kapel staat aan de Wissengrachtweg waar de Hooleweg hierop uitkomt.
De kapel is gewijd aan Maria.

## Geschiedenis
In 1937 werd de kapel door de Jonkheid van Hulsberg.
In 1972 en in 1982 werd de kapel gerestaureerd.

## Bouwwerk
De open bakstenen kapel heeft een driezijdige koorsluiting en wordt gedekt door een zadeldak met pannen. Achterop het dak is op het uiteinde van de nok een kruis geplaatst. Een tweede kruis is op de top van de topgevel aangebracht en de deklijst van de topgevel is uitgevoerd in cementsteen. Aan beide uiteinden van de frontgevel heeft de kapel een steunbeer die getopt wordt door een cementstenen pinakel. In de beide zijgevels is een smal spitsboogvenster aangebracht. De frontgevel bevat de spitsboogvormige toegang die afgesloten worden met een ijzeren hek. Zowel de aanzetstenen als de sluitsteen zijn in lichte steen uitgevoerd, waarbij in de sluitsteen een tekst is aangebracht:

AVE MARIA(Wees gegroet Maria)

Boven in de frontgevel is op de sluitsteen een spitsboogvormige nis aangebracht waarin een Mariabeeldje geplaatst is van Onze-Lieve-Vrouw van Lourdes. Onder de toegang is op de dorpel een tekst aangebracht:

Gebouwd door de Hulsbergsche Jonkheid

Van binnen is de kapel bekleed met een grove cementstenen pleisterlaag en het gewelf is wit geschilderd. Tegen de achterwand is een marmeren altaar geplaatst dat aan de voorzijde versierd is met een natuurstenen kruis. Op het altaar is op een sokkel het Mariabeeldje geplaatst en toont Maria als Overwinnares van het Kwade staand op een maansikkel met het kindje Jezus in haar armen.